# Consorci per a la Normalització Lingüística
El Consorci per a la Normalització Lingüística (CPNL) és un ens públic amb personalitat jurídica pròpia, creat l'any 1988 per la Generalitat de Catalunya, la Diputació de Girona i 19 ajuntaments per fomentar el coneixement i l'ús de la llengua catalana. A data 2024 està format per la Generalitat de Catalunya, 98 ajuntaments, 37 consells comarcals i la Diputació de Girona. El seu objectiu és impulsar coordinadament el procés de normalització del català en tots els àmbits i fomentar-ne el coneixement i l’ús.
El CPNL presta els serveis de forma descentralitzada a través d'una xarxa territorial formada per 22 centres de normalització lingüística que s'estructuren en serveis comarcals de català, serveis locals de català i oficines de català. El 2024, el CPNL disposava d'una plantilla de 850 professionals que, distribuïts en 146 punts del territori, treballen per al foment del coneixement i l'ús de la llengua catalana.

## Història
A l'inici de la seva existència, dominava l'ensenyament als catalanoparlants que no havien tingut ocasió d'aprendre ortografia i gramàtica de la seva llengua durant el franquisme i del conjunt d'immigrants castellanoparlants que van arribar a Catalunya entre els anys 1950 i 1975. Creat el desembre de 1988, va començar les seves activitats el setembre de 1989. A partir de l'any 2000, el seu objectiu se centra sobretot en l'ensenyament a persones immigrades. També dona suport a empreses, organitzacions, fent anàlisis lingüística de les organitzacions i plans de formació al personal.
Des del 1998, la missió de coordinació li està atorgada per la «Llei de política lingüística» tal com està decretada l'obligació del govern de «crear i subvencionar centres dedicats a fomentar el coneixement, l'ús i la divulgació del català». El 2009, el consorci va acollir el milionèsim estudiant.
Al llarg de la seva història l'entitat ha col·laborat amb altres organitzacions, com la Plataforma per la llengua, la FOCIR o organitzacions professionals quan es tracta d'informar un grup específic.

## Serveis
El CPNL ofereix diferents serveis per tal de garantir la promoció i difusió del català:
- Cursos de català a totes aquelles persones majors de divuit anys, o de setze i disset no escolaritzades a Catalunya, que vulguin iniciar-se en el coneixement del català o incrementar-lo. L'oferta d'ensenyament cobreix des del nivell bàsic, A2 del MECR, fins al superior, C2, i s'ofereix en modalitats presencials o en línia. Els cursos segueixen el programa de la Secretaria de Política Lingüística.[9]

- Servei d’Assessorament Lingüístic (SAL) destinat a incrementar la presència del català i a millorar-ne la qualitat a les organitzacions que fan ús del servei. S'ofereix a l’administració pública, empreses, establiments comercials i altres organitzacions. El SAL ofereix correccions de textos, entrenaments lingüístics, traduccions, sessions formatives específiques i assessorament respecte a la normativa vigent en matèria de llengua. Els serveis s'ofereixen de forma presencial i en línia i busquen potenciar l’autonomia de l’usuari amb les recomanacions i els recursos més adients.[10]
- Voluntariat per la llengua per practicar el català a través de la conversa. És un programa que impulsa la Secretaria de Política Lingüística i el gestiona territorialment el CPNL. Es basa en la creació de parelles lingüístiques formades per una persona que parla català fluidament i una altra que en té coneixements bàsics i vol adquirir fluïdesa. Les trobades, presencials o en línia, es fan una hora a la setmana durant un mínim de deu setmanes.[11]
- Promoció de l’ús de la llengua en tots els àmbits de la societat. El CPNL organitza i difon activitats i recursos sobre empresa, comerç, cultura, cinema, música o jocs en català, entre altres aspectes.